# 강은서
강은서(1999년 3월 4일~)은 대한민국의 핸드볼 선수로 포지션은 라이트백이다. 현재 핸드볼코리아리그의 구단 인천시청 여자 핸드볼단 소속으로 활동하고 있다. 초등학교 3학년 시절에 핸드볼을 시작했으며 정읍여자고등학교 졸업 후 삼척시청 여자 핸드볼단에 입단해 2022 - 2023 시즌까지 뛰었다. 2022년 아시안 게임에 참가하여 은메달을 획득했다.

## 출신 학교
- 대전유천초등학교
- 동방여자중학교
- 정읍여자고등학교[1]